# Syngamia florepicta
Syngamia florepicta là một loài bướm đêm trong họ Crambidae.